# Молла Мустафа Джами
Молла Мустафа Джами — действующая мечеть в городе Бахчисарай, строительство которой датируется XVII веком.

## История
В поручении губернского правления рус. «Об исправности и списка в магометанских мечетях и состоящих при них духовных лицах в г. Бахчисарае» от 5 ноября 1890 года указано, что в 1888 году силами прихожан была перекрыта крыша мечети.
Переписка между Первым и Строительным отделениями Таврического губернского правления свидетельствует о наличии мектеба при мечети.
Входит в список объектов культурного наследия Республики Крым.